# Grote leeuwenklauw
De grote leeuwenklauw (Aphanes arvensis) is een eenjarige plant, die behoort tot de rozenfamilie (Rosaceae). De soort staat op de Nederlandse Rode lijst van planten als zeldzaam en sterk afgenomen. Deze plant is in Nederland wettelijk beschermd sinds 1 januari 2017 door de Wet Natuurbescherming. De plant komt van nature voor in Eurazië.
De plant wordt 2–20 cm hoog. De behaarde, drielobbige en getande, 0,5-1,5 cm grote bladeren zijn iets blauwgroen. De tanden van de middelste en bovenste steunblaadjes zijn één tot tweemaal zo lang als breed.

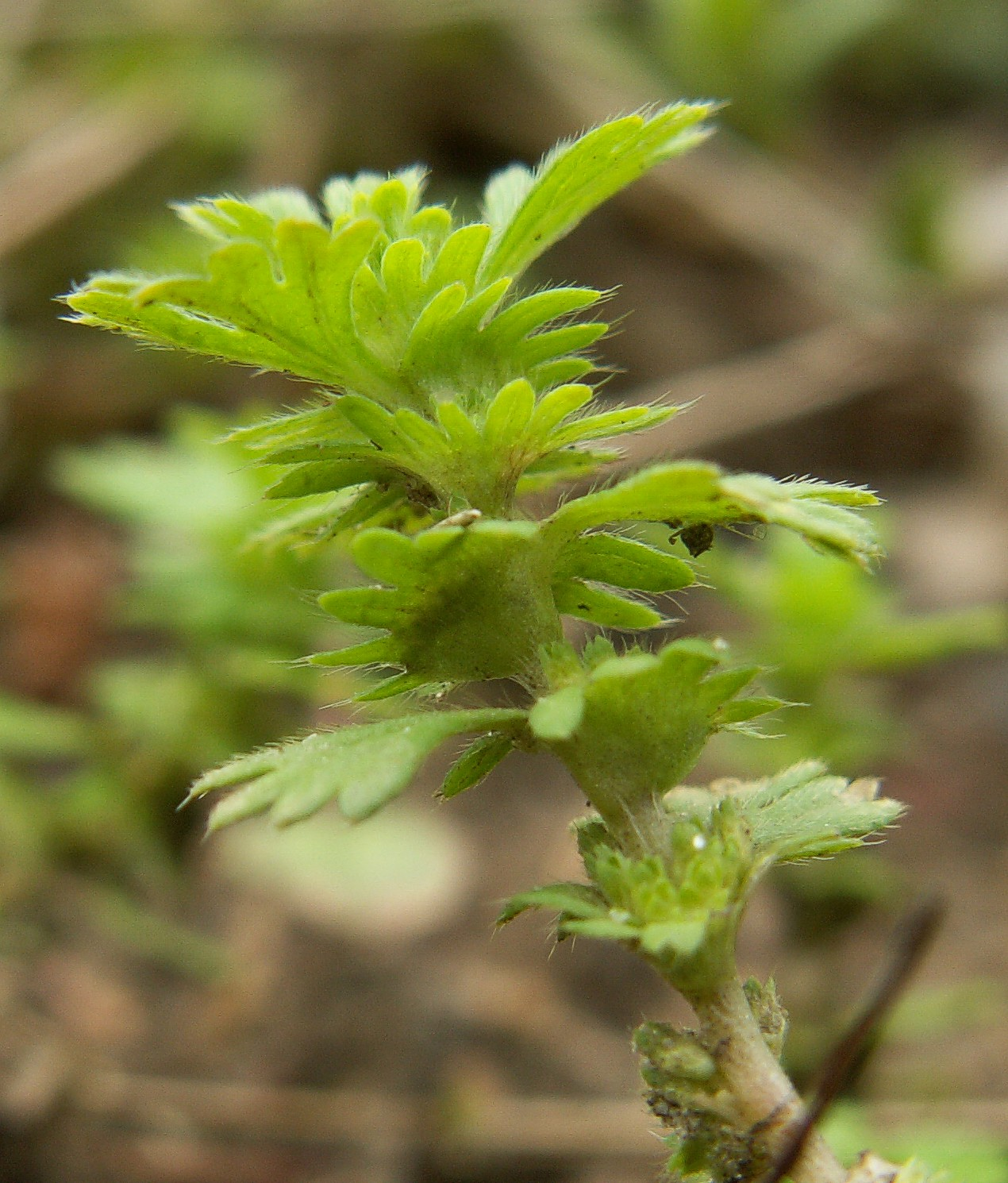
Stengelbladeren

De grote leeuwenklauw bloeit van mei tot augustus met 1,8-2,7 mm lange, groenachtige bloemen. De kelkbladen trekken na de bloei niet samen.
De vrucht is een 1,2-1,4 mm lang, bruinachtig nootje.
De plant komt voor in akkerland op vochtige, voedselrijke en kalkhoudende, zandige klei of löss.

## Namen in andere talen
- Duits: Gewöhnlicher Acker-Frauenmantel
- Engels: Parsley piert
- Frans: Alchemille des champs